# Stato termodinamico
In termodinamica uno stato termodinamico di un particolare sistema è una particolare condizione in cui si trova il sistema considerato in un determinato istante. Tale condizione può essere rappresentata da un insieme di valori assunti dai parametri macroscopici (detti "variabili di stato") che caratterizzano il sistema in esame, come la pressione, il volume, l'entropia, la temperatura e così via.

## Descrizione

### Stati stazionari e di equilibrio
Uno stato termodinamico è uno stato stazionario se i valori dei parametri che definiscono tale condizione rimangono costanti nel tempo. 
Se inoltre tali valori rimangono invariati nel tempo senza che l'ambiente subisca trasformazioni, lo stato considerato è uno stato di equilibrio termodinamico.
Si possono variare i parametri che definiscono lo stato, cioè le variabili di stato, in molti modi. Se la variazione delle variabili di stato e quindi dello stato stesso porta da uno stato di equilibrio ad un altro stato di equilibrio si dice che è avvenuta una trasformazione termodinamica.

### Diagrammi di stato
La rappresentazione grafica dell'insieme degli stati termodinamici che un sistema può assumere al variare di alcune grandezze termodinamiche (ad esempio temperatura, pressione, volume e composizione) avviene attraverso diagrammi di stato.